# Старый Тиволи (стадион)
Стадион «Старый Тиволи» (нем. Alter Tivoli) находится в Ахене, Германия, до 2009 года был основным стадионом самой известной футбольной команды Ахена «Алемания Ахен».

## История
В 1908 году город Ахен арендовал площадь старой усадьбы клубу Тиволи, названному в честь гостиницы Gut Tivoli, которая находилась там с 19 века, в свою очередь взявшее свое название от города Тиволи в центральной Италии. Позже клуб построил там футбольное поле. В 1925 году к аренде было добавлено ещё несколько земельных участков, и началось строительство стадиона, который был открыт 3 июня 1928 года, он был рассчитан на 11 000 человек.
После Второй мировой войны «Алемания Ахен» играла в Западной Оберлиге, и стадион стал слишком маленьким. В сентябре 1953 года была построена постоянная трибуна (стена Вюрселенера). Только в 1957 году к трибуне были добавлены сиденья и прожекторы для ночных мероприятий. Новый стадион был торжественно открыт 28 августа 1957 года матчем против «КОД Эспаньол». Позже также были построены дополнительные зоны отдыха.
17 мая 2008 года «Алемания Ахен» начала строительство нового стадиона, также называемого «Тиволи», который заменил старый стадион 17 августа 2009 года. Снос старого Тиволи, который должен был начаться в июне 2011 года, был отложен, но позже снос начался с пресс-конференции 26 сентября 2011 года. Участок площадью 10 300 квадратных метров был позже продан городом для строительства домов на одну семью, супермаркета и офисных помещений.